# هنري بولتون (سياسي)
هنري بولتون (بالإنجليزية: Henry Bolton)‏ هو سياسي أسترالي، ولد في 1842 في غالواي في جمهورية أيرلندا، وتوفي في 29 مارس 1900. انتخب عضو الجمعية التشريعية فيكتوريا.